# V.6: The Gift
V.6: The Gift — мікстейп Ллойда Бенкса, виданий 24 липня 2012 р. У записі релізу взяли участь Fabolous, Jadakiss, Schoolboy Q та ін. Мікстейп містить продакшн від Automatik, До Пеші, Superiors, A6, V Don, Beat Butcher, The Jerm та Cardiak.
Спочатку Бенкс планував випустити мікстейп на свої уродини, 30 квітня 2012. Проте виконавець не встиг завершити запис вчасно й відклав реліз на невизначену дату. 16 липня на DatPiff з'явилася інформація, що мікстейп стане приступним 24 липня 2012. Наразі реліз має платиновий статус (за критеріями сайту), його безкоштовно завантажили понад 346 тис. разів.

## Сингли
29 березня 2012 репер оприлюднив пісню «Open Arms» через свій YouTube-канал. 30 березня трек видано як сингл на iTunes.

## Список пісень
| #   | Назва                                | Продюсер      | Тривалість |
| --- | ------------------------------------ | ------------- | ---------- |
| 1.  | «Rise from the Dirt (Intro)»         | Automatik     | 3:21       |
| 2.  | «City of Sin» (з участю Young Chris) | Doe Pesci     | 4:17       |
| 3.  | «The Sprint»                         | The Superiors | 3:17       |
| 4.  | «Open Arms»                          | Doe Pesci     | 2:45       |
| 5.  | «We Run the Town» (з участю Vado)    | Automatik     | 2:54       |
| 6.  | «Protocol»                           | A6            | 3:43       |
| 7.  | «Can She Live?»                      | V Don         | 2:58       |
| 8.  | «Bring It Back» (з участю Fabolous)  | A6            | 4:45       |
| 9.  | «Chosen Few» (з участю Jadakiss)     | Beat Butcher  | 4:34       |
| 10. | «Gettin' By» (з участю Schoolboy Q)  | The Jerm      | 3:58       |
| 11. | «Live It Up»                         | Cardiak       | 3:05       |
| 12. | «Money Don't Matter»                 | Beat Butcher  | 3:04       |
| 13. | «Hate You More»                      | The Jerm      | 3:22       |
| 14. | «Show and Prove»                     | Cardiak       | 2:49       |
| 15. | «Terror Dome»                        | Doe Pesci     | 2:57       |